# Марція Філіпа
Марція Філіпа (80 — після 49 року до н. е.) — аристократка, дружина лідера республіканців Марка Порція Катона Утицького.

## Життєпис
Походила з патриціанської родини Марціїв. Донька Луція Марція Філіпа, консула 56 р. до н. е. наприкінці 60-х років до н. е. вийшла заміж за Марка Порція Катона, претора 54 р. до н. е., мала від нього сина й двох доньок.
У 55 році до н. е. Катон розлучився з Марцією на прохання свого друга Гортензія, який бажав сам одружитися з нею. У 50 році до н. е. Гортензій помер, залишивши Марції значну спадщину. У 49 році до н. е., після початку громадянської війни поміж Гаєм Юлієм Цезарем та Гнеєм Помпеєм, Катон, залишаючи Рим, знову одружився з Марцією, щоб вона піклувалася про його будинок і дітей. Подальша доля Марції не відома

## Родина
1. Чоловік — Марк Порцій Катон Утицький
Діти:
- Луцій Порцій Катон
- Порція
- Порція

2. Чоловік — Квінт Гортензій Гортал, консул 69 року до н. е.
Діти:
- Марк Гортензій Гортал